# زعيمة الباروني
زعيمة الباروني، أو زعيمة بنت سليمان باشا بن عبد الله ابن يَحيى البارُونِيَّة. هي ابنة الزعيم والشاعر الليبي الشيخِ سُليمان باشا البارونِي أحد قادة النهضة الإسلامية الحديثة في الوطن العربي. تتلمذت على يديه وعاشت معه سنوات الجهاد وصعابها وسنوات البعد والألم في المنفي في الهند إلى أن عادت إلى أرض الوطن في أواخر الأربعينات

## النشأة
وُلِدَتْ في جادو إحدى قرى جبل نفوسة بليبيا، وتلقَّتْ دراسَتَها الابتدائية في استنبول بتركيا، ثُمَّ أكملت دراستها باللغة العربية بعد العودة من تركيا وأثناءَ تَنَقُّلاتِهَا مع والدها بين الأقطار العربية، وبعد وفاةِ والدها سنة 1359 ه / 1940م انتقلتْ مع إخوتِهَا مِنْ عُمان إلى ليبيا، واستقرَّ بِهِمُ المقام بطرابلس.
عُيِّنَتْ في سنة 1370ه / 1950م مُدَرِّسَةً في المرحلة الابتدائية، ثُمَّ تَقَلَّبَتْ فِي الوظائف التربوية، فاشتغلتْ مُفَتِّشَةً، فنائبةً لِمُديرة دار المعلّمات، فرئيسةً لِمَكْتَبِ مَحْوِ الأُمِّيَّةِ، وكانت من الأعضاء المؤسسين لِجَمْعيّة النهضة النسائية فِي طرابلس سنة 1378ه / 1958م.
امتازت بأسلوبِهَا القَصَصِيّ الشَّيِّق الْخَفيفِ الرُّوح، كما امتازت بالرُّوح الفِدائية التي وَرِثَتْهَا عن والدِهَا الْمُجَاهِد، وقد تَرَكَّزَ إنتاجُها الأدبِيُّ حول هذا الْمِحْوَرِ، كما يبدو ذلك واضحًا من قائمة آثارها، وتُعَدُّ كتاباتُها أوثقَ مصدرٍ عن حياة والدها؛ لِطُولِ ملازمتها إيّاه في حِلِّهِ وتَرْحَالِه.
شارَكَتْ في عدة مؤتَمَراتٍ منها:
- مؤتَمَر الْمَرْأة الأفروآسيوية بالقاهرة سنة 1380ه/ 1960م.
- مؤتَمَر الكُتّاب والأدباء الليبيين المنعقد ببنغازي في فبراير 1393ه / 1973م.

تقديرا للدور الذي لعبته ولا تزال المرأة الليبية في كافة مناحي الحياة فقد قررت لجنة الجائزة «عراجين: أوراق في الثقافة الليبية» تسمية الدورة الأولى باسم الكاتبة الليبية «زعيمة الباروني» تقديرا لإسهامها في مجال الكتابة الإبداعية والتاريخية والاجتماعية.

## أهمِّ آثارِهَا
- «صفحاتٌ خالدةٌ من الجهاد: الْمُجَاهِد الليبي سليمان البارونِي» (مطبوع)، القاهرة - مطبعة الاستقلال الكبرى؛ 1384ه، وهو كتاب واسع، سَرَدَتْ فيه مواقفَ رائعة من حياة والدها الشيخ الْمُجَاهِد، مع تَجميعٍ وترتيبٍ لِمُذكّراته والأوراق الخاصة به. ويبدو أنَّها كانت تَنوي إصدارَ عدَّةِ كتبٍ عن والدها؛ ضِمْنَ سلسلة تَحْمل عنوان «صفحات خالدة من الجهاد» كما تُشير إلى ذلك في بعض تعليقاتِهَا.
- «سُليمان البارونِي - تعريفٌ موجَز»: (مطبوع)؛ مطابع دار لبنان للطباعة والنشر - بيروت؛ 1393ه / 1973م، وهو في 23 صفحة عن هذه الشخصية.
- «ديوان البارونِي (سُليمان باشا) »؛ نُشِرَ بإشرافها، وقَدْ صَدَرَتْ طبعتُه الأولَى عن مطبعة الأزهار البارونية بِمِصْرَ في جُمَأدى الأولى سنة 1326ه، ثُمَّ أعادت الزعيمةُ بنتُ الزعيم طَبْعَه في مطابع دار لبنان سنة 1392ه/1972م، وأضافَتْ إليه قصائدَ أخرى لَه، جَعَلَتْها جزءًا ثانيًا للديوان، وطَرَّزَتْهُ بِمُقدِّماتٍ وتعليقاتٍ نفيسةٍ.
- «القَصَصُ القومي؛ فَصْلٌ بعنوان: الكَرَامَةُ الْحَقَّة»؛ حَوْلَ الْجِهَادِ الْمُقَدَّسِ الذي رفعَ البارُونِيُّ باشا ورجالُه الأبطال لواءَه فِي طرابلس الغرب. (مطبوع). أول مجموعة قصصية ليبية. طبع هذا الكتاب في زمن غير زمن أهله، فكان نصيبه من الاهمالبل والعرقلة نصيب صاحبته (زعيمة الباروني) فكان لابد من الحذرل ترك القصص بدون أسماء، وغيره- زعيمة الباروني (بنت الوطن)] كانت الكتابة الانثوية محاصرة بصمت مطبق، فيما كانت قضية ألمرأة الشعارالصارخ وصدوح المرحلة
- «أجوبةٌ صادقةٌ عن أسئلةٍ مهمّةٍ»؛ وهي مَجموعةُ سؤالاتٍ حَرَّرها الشيخُ أبو اليقظان لَمَّا كان بِصَدَدِ إعدادِ كتابه عن الْمُجَاهد البارونِيّ، ثُمَّ أرسلَها للسيّدة زعيمة فأجابتْ عنها بِمَا يُزيل أيَّ شبهةٍ أُثِيرَتْ أو يُمْكِنُ أن تُثَارَ حول حياة والدها. وقد طُبِعَتْ ضِمْنَ كتابِ أبي اليقظان المذكور.
- مقالاتٌ منشورةٌ في الْجَرائد والْمَجَلاّت، مثل مَجَلَّتي: «صوت المربِّي» و«الأفكار» الطرابلسيّتَيْنِ، ومِنْ أبرز عناوينها: «فزان البعيدة» و«بنت الحاضرة» و«وَفَّقَ اللهُ الجهود النبيلة».
- مراسلات قيّمة مع أخيها إبراهيم، والشيخِ أبِي اليقظان إبراهيم، والشيخ أبِي إسْحاق إبراهيم اطفيّش؛ تدلُّ على مَبْلَغِ علمِهَا وثقافتها وأخلاقها وإخلاصها لِمَبْدَئِهَا.

## وصلات خارجية
- لقاء مع الأديبة زعيمة الباروني مجلة «المرأة» العددالثاني 10 فبراير 1965م
- (زعيمة البارونية)
- هدرزة في جبل نفّوسة